# Adiopa disgrega
Adiopa disgrega là một loài bướm đêm trong họ Erebidae.